# Francis Thompson
Francis Thompson (ur. 16 grudnia 1859, zm. 13 listopada 1907 w Londynie) – angielski poeta.
Był twórcą katolickiej liryki religijnej. W swojej twórczości nawiązywał do poezji Coventry’ego Patmore'a, Percy’ego B. Shelleya oraz Richarda Crashawa. Był twórcą symbolicznej wizji boskości natury i potęgi Boga. Co wyraził m.in. w swoim najsłynniejszym wierszu Chart gończy niebios (The Hound of Heaven) z tomu Poems (1893). Był też autorem tomu Sister Song (1895), jak również prac hagiograficznych i szkiców krytycznoliterackich.